# Maxthon
Maxthon（マクストン）または傲游は、タブブラウザのひとつである。北京市海淀区にあるMaxthon International社が開発している。Windows版は、HTMLレンダリングエンジンをWebkitとTridentの間で切り替えることができる。2013年７月の今のバージョンはベースがChromiumWebkitで、Chromeのエクステンションがそのまま使える。旧名称はMyIE2。

## 概要
中国のインターネットにおいては中国政府がネット検閲を目的に巨大検閲システムグレート・ファイアウォールなどによるフィルタリングを行っている。これに対してMaxthonはウェブプロキシを介してトラフィックを処理することで政府の情報統制を迂回する機能を持っている。そのため中国国内での人気が高い。
マイクロソフトはヨーロッパにて競争法違反で訴えられていたが、これに関連して2010年、欧州経済領域の Microsoft Windows ユーザーに対して選択肢として12のウェブブラウザを提示することとした。この中に Maxthon が含まれている。
4版より前は日本語化ファイルも有志によって用意されていた。